# Norma Safford Vela
Norma Safford Vela es una guionista, directora y productora de televisión estadounidense. 

## Créditos
Sus créditos incluyen What I Like About You, Good Advice, Studio 5-B, The Jersey, The Slap Maxwell Story, The Days and Nights of Molly Dodd, Spenser, detective privado, St. Elsewhere, Almost Home, Life with Bonnie, V.I.P., That's Life, Sabrina, cosas de brujas, Vanishing Son, George, Designing Women, Davis Rules, y Roseanne.